# 메리 포핀스 리턴즈
《메리 포핀스 리턴즈》(영어: Mary Poppins Returns) 또는 메리 포핀스 2(Mary Poppins 2)는 2018년 개봉된 롭 마셜이 감독하고 데이빗 매기가 각본을 쓴 미국의 뮤지컬 판타지 코미디 드라마 영화이다. 1964년 영화 메리 포핀스의 속편 영화이다. 이 영화의 앙상블 캐스트로는 에밀리 블런트, 린-마누엘 미란다, 벤 휘쇼, 에밀리 모티머, 픽시 데이비스, 조엘 도슨, 나타나엘 살레, 줄리 월터스, 콜린 퍼스와 메릴 스트립이 출연한다.
1964년 영화에서 25년 후인 제인과 마이클 뱅크스의 유모였던 메리 포핀스가 가족의 비극으로 다시 방문하면서 벌어지는 이야기다. 이 영화는 2018년 12월 25일에 공개되었고, 역사상 가장 오래 걸린 영화 속편 중 하나이다.

## 시놉시스
1935년 영국의 대공황 시대에 어른이 된 제인과 마이클 뱅크스는 마이클의 세 자녀인 애너벨, 조지와 존의 가족에 기쁘지 않은 비극으로 전직 보모가 다시 방문한다.

## 출연진
- 에밀리 블런트 - 메리 포핀스 역
- 린-마누엘 미란다 - 잭 역
- 벤 휘쇼 - 마이클 뱅크스 역
- 에밀리 모티머 - 제인 뱅크스 역
- 픽시 데이비스 - 애너벨 뱅크스 역
- 조엘 도슨 - 조지 뱅크스 역
- 나타나엘 살레 - 존 뱅크스 역
- 줄리 월터스 - 엘런 역
- 콜린 퍼스 - 윌리엄 웨더럴 윌킨스 역
- 메릴 스트립 - 톱시 포핀스 역
- 딕 반 다이크 - Mr. 도스 주니어 역
- 안젤라 랜즈베리 - 풍선장수 할머니 역
- 데이비드 워너 - 애드미럴 붐 역
- 제레미 스위프트 - 구딩 역

## 한국판 성우진
- 안소이 - 메리 포핀스
  - 정선아 - 노래
- 윤용식 - 잭
  - 한지상 - 노래
- 임윤선 - 제인 뱅크스
- 한신 - 마이클 뱅크스
- 차명화 - 엘렌
- 오인성 - 윌리엄 윌킨스/늑대
- 이선주 - 톱시 포핀스
  - 김영주 - 노래
- 김태훈 - 도스 주니어
  - 김봉환 - 노래
- 임은정 - 풍선장수 할머니
- 송준석 - 해밀턴 구딩/오소리
- 황창영 - 템플턴 프라이/족제비
- 오가현 - 애나벨 뱅크스
- 김시우 - 존 뱅크스
- 최은후 - 조지 뱅크스
- 사문영 - 페니
- 유동균 - 붐 제독
- 박영재 - 비나클
- 정재헌 - 셰이머스
- 이현 - 클라이드/공원 관리인
- 강은애 - 우아한 여성
- 김채하 - 라크 부인
- 김현욱 - 앵거스
- 기타출연 - 배명숙, 조수임, 추광호, 김준오, 문장원, 이성재, 김세홍, 이성광, 박꽃별, 고혜림, 김세영, 박혜연

## 우리말 제작
- 더빙 스튜디오 : STORM
- 믹싱 스튜디오 : SHEPPERTON INTERNATIONAL
- 대사 연출 : 이영주
- 대사 번역 : 서승희
- 음악 연출 : 박덕수
- 가사 번역 : 박천휘
- 크리에이티브 슈퍼바이저 : 권기호
- 한국어 제작 : Disney Character Voices International Inc.

## 제공
- 수입/배급 : 월트디즈니컴퍼니코리아 유한책임회사
- 제작 : 월트 디즈니 픽처스/루카마르 프로덕션/마크 플랫 프로덕션